# Онцилла (бронетранспортёр)
Онцилла — польско-украинский бронеавтомобиль с колёсной формулой 4х4.

## Целевая ниша
Бронеавтомобиль для специальных подразделений вооружённых сил и полиции, подразделений лёгкой пехоты и подразделения, участвующих в миротворческих миссиях.

## История
Разработчиком прототипа боевой машины является КП ХКБМ им. А. А. Морозова, польская компания Mista Sp. z o.o., в 2013 году приобрела права на лицензионное производство ББМ «Дозор-Б», но при этом произвела глубокую модернизацию машины, получившей название Oncilla. Фактически, Дозор и Онциллу объединяет лишь внешнее сходство и компоновка, общая для обеих машин.

## Описание

### Бронекорпус
Корпус машины сварной из броневой стали «Armstall 500» польского производства, качество сварных швов значительно улучшено и обеспечивает равнопрочность зоны сварного шва с монолитным броневым листом.
Толщины брони:
- десантное отделение и отделение управления — 12 мм
- моторно-трансмисионное отделение — 8 мм
- днище — 2×6 мм.

По сравнению с прототипом полностью изменены конструкция крыши, дверей, люков, жалюзи. Противоминная стойкость обеспечивается конструкцией двойного полуцилиндрического днища (параболическая отражающая плита), между листами которого также размещена водооткачивающая помпа.
Баллистическая защита по STANAG 4569 — уровень 2. Противоминная стойкость по STANAG 4569 — уровень 2.
В качестве опции для повышения баллистической стойкости предусмотрена возможность монтажа пакета дополнительного бронирования.

### Вооружение
Основное вооружение Онциллы — это дистанционно управляемый боевой модуль с крупнокалиберным пулемётом НСВТ и сервоприводами наведения. Управление модулем осуществляется при помощи джойстика с предохранителем, возможно управление одной рукой. Прицельно-наблюдательная система боевого модуля включает в себя тепловизор и телевизионную десятикратную камеру.

### Двигатель
Oncilla получила новый двигатель DEUTZ BF 4M 1013FC, который представляет собой четырехтактный четырехцилиндровый рядный дизель с турбонаддувом и промежуточным охлаждением надувного воздуха, мощностью 190 л. с.. Разработана новая система охлаждения, включающая в себя вентилятор, обороты которого зависят от температуры двигателя. За счёт изменения системы охлаждения и нового программного обеспечения бортовыми управляющими подсистемами силовой блок машины функционирует при внешней температуре до +55 ℃.

### Трансмиссия
В состав трансмиссии входят:
- автоматическая шестиступенчатая планетарная коробка передач Allison 1000 LCT с гидротрансформатором ТС-221;
- трёхвальная раздаточная коробка с дифференциальной раздачей крутящего момента и блокировкой межосевого дифференциала;
- карданные валы равных угловых скоростей;
- ведущие мосты с коническим редуктором;
- одноступенчатые колёсные редуктора.

Мосты и редуктора спроектированы специально для Онциллы.

### Рулевое управление
Тип рулевого управления — глобоидный червяк, усилитель гидравлического типа. Новое, более эргономичное, рулевое колесо.

### Тормозная система
Служебные тормоза: дисковые на каждом колесе, привод гидравлический с пневмоусилителем, двухконтурный, с параллельным расположением главных цилиндров.
Стояночный тормоз: механический, барабанного типа, тормозной механизм установлен на выходном валу раздаточной коробки.

### Ходовая часть
Колёса польской разработки, соответствуют стандартам НАТО. Укомплектованы вставкой Хатчинсона, позволяющей проехать 50 км на пробитой шине.
Шины MIСHELIN XZL MPTTL 335/80 R20.
Подвеска независимая, торсионная, двухрычажная с А-образными поперечными рычагами.
Амортизаторы гидравлические, телескопические, двустороннего действия, по два амортизатора на каждое колесо.
Ходовая часть по сравнению с прототипом усилена, повышена её надёжность.

### Электрооборудование
Электрооборудование соответствует стандартам НАТО, проводка выполнена на защёлкивающихся контактах вместо применявшихся на Дозоре хомутов и болтов.

### Прочее оборудование
Системы обеспечения обитаемости представлены фильтро-вентиляционной установкой кондиционером и обогревателем.
Oncilla также оборудована автоматизированной системой контроля давления в шинах, системой автоматического пожаротушения и электрической лебёдкой.

## Страны-эксплуатанты
- Украина — 9 машин по состоянию на 2021 год.
- Сенегал[2] — неустановленное количество. Сенегальская версия Oncilla вместо боевого модуля оснащена шкворнем на крыше для установки пулемета M2 Browning калибра 12,7 мм.